# Aralieae
Aralieae, tribus brestanjevki, dio potporodice Aralioideae. Sastoji se od čretiri roda sa 81 vrstom, od kojih je tipični aralija. Ime je dobia po rodu aralija (Aralia)

## Rodovi
1. Harmsiopanax Warb. (3 spp.)
2. Cephalaralia Harms (1 sp.)
3. Aralia L. (76 spp.)
4. Motherwellia F. Muell. (1 sp.)